# خيرت كلايسينس
خيرت كلايسينس (21 فبراير 1972 في بلجيكا - ) هو لاعب كرة قدم بلجيكي في مركز الدفاع. شارك مع منتخب بلجيكا لكرة القدم. أما مع النوادي، فقد لعب مع ريال أوفييدو وفيتيسه آرنهم وليرس ونادي جينك ونادي كلوب بروج ونادي لييج.

## مسيرته الكروية
لعب خيرت كلايسينس خلال مسيرته الاحترافية مع 6 أندية في تسعة عشر موسمًا وسجل خلالها 67 هدفًا ضمن 308 مباراة. حيث فاز في موسمين بالكأس وفي موسمين بالدوري.
خاض خيرت كلايسينس مسيرته مع نادي لييج في موسم 1990–91 ولمدة موسمين، مشاركًا في 9 مباريات ولم يسجل أي هدف. ثم انتقل إلى نادي جينك في موسم 1992–93 في المرة الأولى ولمدة موسمين ثم في موسم 2003–04 ليلعب معه أربعة مواسم، حيث شارك طوالها في 101 مباراة سجل خلالها 15 هدفًا. لينتقل بعدها إلى نادي كلوب بروج في موسم 1994–95 ليلعب معه خمسة مواسم، مشاركًا في 111 مباراة سجل خلالها 37 هدفًا. ثم انتقل إلى نادي ريال أوفييدو في موسم 1999–00 لمدة موسم واحد، مشاركًا في 8 مباريات ولم يسجل أي هدف. هذا وانتقل لاحقًا إلى نادي فيتيسه آرنهم في موسم 2000–01 ليلعب معه أربعة مواسم، مشاركًا في 75 مباراة سجل خلالها 15 هدفًا. ثم انتقل بعدها إلى نادي ليرس في موسم 2006–07 لمدة موسم واحد، مشاركًا في 4 مباريات ولم يسجل أي هدف.

## وصلات خارجية
- خيرت كلايسينس على موقع الاتحاد الدولي (مؤرشف)  (الإنجليزية)
- خيرت كلايسينس على موقع الاتحاد البلجيكي (الإنجليزية)
- خيرت كلايسينس على موقع قاعدة بيانات كرة القدم.إي يو (الإنجليزية)
- خيرت كلايسينس على موقع ناشيونال فوتبول تيمز (الإنجليزية)